# Anni amari
Anni amari è un singolo del rapper italiano J-Ax, pubblicato il 12 settembre 2009 come secondo estratto dal terzo album in studio Deca Dance.

## Descrizione
Nona traccia dell'album, il brano è frutto di una collaborazione con Pino Daniele, il quale canta il ritornello; esso è lo stesso del brano Voglio di più, dall'album di Daniele Nero a metà.
Il testo parla delle difficoltà nella vita di un cantante che, come dice il testo, «ho scadenze tasse e responsabilità»; inoltre il protagonista si confronta più volte col padre, dicendo che «quel coraggio non l'avrei/Dopo due anni andrei al lavoro col cannone e sparerei».

## MTV Day 2009
Pino Daniele è stato ospite di J-Ax, assieme a Gué Pequeno, Grido e Marracash. Ha suonato la chitarra elettrica in tutti i brani, oltre a suonare il brano in questione, presentato lo stesso giorno.

## Video musicale
Nel video, diretto da Gaetano Morbioli, si alternano varie sequenze. Esso si apre con J-Ax e l'Accademia delle Teste Dure in procinto di registrare un video, ma DJ Zak con atteggiamenti spavaldi causa la lite fra i membri del gruppo; in seguito si vede J-Ax nella sua stanza, da cui esce la moglie, cantare, continuando a farlo andando in salotto. Sul monitor viene mostrato un filmato in cui canta Daniele. In seguito si vede la band di J-Ax scendere da un pulmino, con DJ Zak sempre spavaldo, si può infatti notare una tensione fra i membri, per salire sul palco per cantare. Il video si sposta su un altro palco, su cui compare anche Pino Daniele, dove DJ Zak dà fastidio agli altri membri dell'Accademia delle Teste Dure, spingendo Space One e Guido Style ecc., il video si conclude con J-Ax che si siede sul divano di casa sua accanto alla moglie.